# Liste des lois québécoises concernant les municipalités locales
Cet article recense les lois québécoises concernant les municipalités locales du Québec en date de 2010.

## Liste des lois en ordre alphabétique
- Lois sur les abus préjudiciables à l'agriculture
- Loi sur l'accès aux documents des organismes publics et sur la protection des renseignements personnels
- Loi sur les accidents du travail et les maladies professionnelles
- Loi sur l'aide au développement touristique
- Loi sur l'aménagement et l'urbanisme
- Loi sur les archives
- Loi sur les biens culturels
- Loi sur les bureaux de la publicité des droits
- Loi sur le cadastre
- Charte de la langue française
- Loi sur les chemins de fer
- Loi sur les cités et villes
- Loi sur les compétences municipales
- Code de la sécurité routière du Québec
- Code de procédure civile
- Code de procédure pénale
- Code du travail
- Code municipal du Québec
- Loi sur la Commission municipale
- Loi sur la Communauté métropolitaine de Montréal
- Loi sur la Communauté métropolitaine de Québec
- Loi sur les contrats des organismes publics
- Loi sur les cours municipales
- Loi sur les dettes et les emprunts municipaux
- Loi concernant les droits sur les divertissements
- Loi concernant les droits sur les mutations immobilières
- Loi sur les élections et les référendums dans les municipalités
- Loi sur l'expropriation
- Loi sur la fiscalité municipale
- Loi sur les forêts
- Loi sur les immeubles industriels municipaux
- Loi sur l'instruction publique
- Loi sur l'interdiction de subventions municipales
- Loi sur les laboratoires médicaux, la conservation des organes, des tissus, des gamètes et des embryons et la disposition des cadavres
- Loi sur le ministère des Affaires municipales, des Régions et de l'Occupation du territoire
- Loi sur les normes du travail
- Loi sur l'organisation territoriale municipale
- Loi sur le paiement de certaines amendes
- Loi sur la police
- Loi concernant le projet d'amphithéâtre multifonctionnel de la Ville de Québec
- Loi sur la protection du territoire et des activités agricoles
- Loi sur la qualité de l'environnement
- Loi sur la Régie de l'énergie
- Loi sur la Régie du logement
- Loi sur les régimes de retraite des maires et des conseillers des municipalités
- Loi sur la santé et la sécurité du travail
- Loi sur la sécurité civile
- Loi sur la sécurité dans les édifices publics
- Loi sur la sécurité dans les sports
- Loi sur les services de santé et les services sociaux
- Loi sur la Société d'habitation du Québec
- Loi sur Investissement Québec et sur La Financière du Québec
- Loi sur la Société des alcools du Québec
- Loi sur les terres du domaine de l'État
- Loi sur le traitement des élus municipaux
- Loi sur les transports
- Loi sur les travaux municipaux
- Loi sur la vente des services publics municipaux
- Loi sur les villages miniers
- Loi sur la voirie